# Населення Естонії
Населення Естонії. Чисельність населення країни 2015 року становила 1,265 млн осіб (158-ме місце у світі). Чисельність естонців стабільно зменшується, народжуваність 2015 року становила 10,51 ‰ (185-те місце у світі), смертність — 12,4 ‰ (24-те місце у світі), природний приріст — -0,55 % (224-те місце у світі) . 

## Історичний огляд
Згідно з археологічними знахідками, на території сучасної Естонії люди жили ще як мінімум 11 тис. років тому. Протягом останніх 800 років чисельність населення на території Естонії варіювалася в проміжку 0,8—1,6 мільйона осіб. Критичними для населення періодами були XIII та XIV століття, коли в результаті боротьби з хрестоносцями, голоду і чуми чисельність населення скоротилася на ⅓, або й на ½. Демографічно нестабільний час тривав і з середини XVI до початку XVIII століття: війни, епідемії і неврожайні роки знову забрали життя половини жителів країни, проте в більш спокійні десятиліття приріст населення (разом з іммігрантами) міг досягати цілих 2 % на рік. Після найнижчого показника приблизно 1712 року, коли внаслідок Північної війни, голоду та епідемії чуми населення на території Естонії скоротилося до рівня середини XIII століття (менш як 200 тис. осіб), кількість жителів стала відносно стабільно зростати. За переписом 1897 року в Естонії проживало 986 тис. осіб, 89,2 % з яких становили естонці. Природний приріст населення у XX столітті був низьким, значні коливання в динаміці чисельності населення були обумовлені великою кількістю тих, що в'їжджають у країну людей і тих, що виїжджають за її межі, а також подіями Другої світової війни (за оцінками, під час війни чисельність населення Естонії скоротилася на 300 тис. осіб, тобто на 25 % кількості жителів у передвоєнний період), а також політичними та соціальними змінами 1990-х років. Після війни почалася інтенсивна імміграція до Естонії з інших територій Радянського Союзу — наприклад, за 1956—1991 роки до Естонії приїхало 1,4 млн осіб, близько 200 тис. яких залишилось на постійне проживання.
На динаміку чисельності населення Естонії вирішальний вплив справила та обставина, що демографічний перехід (зміна типів відтворення населення), почався відносно рано. У XVIII столітті на зміну періоду, для якого була характерна висока народжуваність при відносно низькому рівні смертності, а це призводило до постійного зростання чисельності населення, приходить період, коли динаміка чисельності населення змінюється по так званому французькому типу, що характеризується низьким природним приростом населення. З початку XIX століття кількість дітей в естонських сім'ях стала скорочуватися. Оскільки спад народжуваності відбувався практично одночасно зі зменшенням смертності, чисельність населення Естонії, звичайно, росла, але приріст був скромніший, ніж в інших народів, у яких період демографічного переходу почався пізніше. У 1950-х роках показник народжуваності був одним з найнижчих в Європі й, отже, у світі; на відміну від Північної Америки та Західної Європи, тут не спостерігалося і післявоєнного буму народжуваності. Зростання народжуваності відновилося лише в 1970-х, однією з причин цього було збільшення числа жінок репродуктивного віку, проте зросла й кількість дітей на жінку репродуктивного віку. У той же час у більшості розвинених західноєвропейських країн цей показник знизився. У порівнянні із Західною Європою, в Естонії жінки народжували в значно молодшому віці.
З початку 1990-х чисельність населення Естонії скорочується. Причиною цього є як зменшення імміграції та збільшення еміграції, так і негативне співвідношення народжуваності й смертності. У 1997 році становище поступово стало стабілізуватися, однак чисельність населення все ж скорочувалася. Внаслідок скорочення народжуваності й збільшення середньої тривалості життя в майбутньому Естонію, як і багато інших європейських країн, може очікувати не тільки загальне скорочення чисельності населення, але й переважання в ньому людей похилого віку, тому уряд Естонії ухвалив рішення підтримувати народжуваність, намагатися збільшити середню тривалість життя і сприяти вибірковій імміграції.

## Природний рух

### Відтворення
Народжуваність в Естонії, станом на 2015 рік, дорівнює 10,51 ‰ (185-те місце у світі). Коефіцієнт потенційної народжуваності 2015 року становив 1,59 дитини на одну жінку (183-тє місце у світі). Рівень застосування контрацепції 63,4 % (станом на 2005 рік). Середній вік матері при народженні першої дитини становив 26,4 року (оцінка на 2011 рік). Попри те, що в багатьох країнах число дітей в останні роки зменшилася, в Естонії прагнення мати дітей досить стабільно. У середньому, сім'ї хочуть мати 2,3 дитини, що відносно багато в порівнянні з іншими європейськими країнами. Уявлення чоловіків про бажану кількість дітей у сім'ї істотно не відрізняються від відповідних бажань жінок. Хоч дітей народжується значно менше бажаного.
У 1990-х роках в Естонії почався перехід на новий тип народжуваності. До початку 1990-х народжуваність перевищувала кордон відтворення населення (понад двоє дітей на одну жінку) рр. 1987—1990 рр. були рекордними за кількістю новонароджених — ще ніколи в Естонії не народжувалося стільки дітей за рік, що у багато можна пояснити і надіями, які породив процес національного звільнення. На початку 1990-х років народжуваність стала падати. Невпевненість в майбутньому ставала все сильніше — зростало безробіття, закривалися дитячі садки, обговорювалася можливість введення плати за освіту, багато молодих сімей не наважувалися заводити дітей через відсутність перспектив на поліпшення житлових умов. Народження дітей відкладалося на майбутнє, в першу чергу люди намагалися отримати професію, знайти роботу і забезпечити собі стабільний дохід. Вікова крива народжуваності стала схожою на аналогічну криву 1930—1935 років.
Найменша кількість народжень на одну жінку (1,3) зареєстрована 1998 року. Після цього почалося зростання народжуваності. Почасти це зумовлено тим, що люди стали заводити дітей у пізнішому віці, тобто народжували ті жінки, які раніше відкладали це на більш пізній термін, однак вплив справила і загальна стабілізація економічного становища, зменшення ризику погіршення економічного становища сім'ї через появу в ній дитини. До 2009 року сумарний коефіцієнт народжуваності зріс в Естонії до 1,6 дитини на одну жінку, що було середнім показником для європейських країн, проте, цей показник був, все ж, менше, ніж в кінці 1980-х рр. Перш за все, можна відзначити відносне зростання питомої ваги народжень других і третіх дітей в сім'ї, в той час як питома вага дітей, народжених четвертими і наступними, зменшується. Попри те, що в період з 1990 по 2009 рік середній вік, в якому жінка народжувала першу дитину, збільшився на три роки, в порівнянні з іншими країнами Європейського союзу в Естонії жінка вперше стає матір'ю відносно рано. У 2009 році середній вік жінки, яка народила первістка, становив 26 років. З початку XXI ст. матерями, найчастіше, стають 25—29-річні жінки. При збільшенні середнього віку, в якому народжують дітей, на репродуктивну поведінку стали більше впливати фактори, пов'язані зі здоров'ям і передчасною смертністю. Хоча в Естонії чоловіки мають відносно хорошу плодючість, тобто фізіологічну здатність до зачаття і народження дітей, внаслідок передчасної смертності чоловіків у віці старше 30 років жінок налічується більше, тому для всіх жінок цього віку подружжя вже не вистачає.
Якщо в багатьох країнах наслідки штучного запліднення статистично виражаються у вигляді зростання числа народження близнюків, в Естонії в перше десятиліття XXI ст. вплив лікування безпліддя на структуру народжуваності не настільки очевидно. Деяке зростання числа народження близнюків спостерігається з 1998 р, проте частка таких пологів досить низька — наприклад, 2009 року вони становили 0,02 % усіх пологів.
Смертність в Естонії 2015 року становила 12,4 ‰ (24-те місце у світі). Головними причинами смерті в Естонії є хвороби органів кровообігу (58 %), злоякісні новоутворення (16 %) і зовнішні причини смерті (13 %). Смертність, обумовлена зовнішніми факторами, переважає серед людей віком до 40 років. Смертність в результаті новоутворень збільшується починаючи з 40-річного віку як серед чоловіків, так і серед жінок. У низькій тривалості життя в Естонії винні, насамперед, низька фізична активність, куріння і алкоголь. Найбільш істотно зростає смертність чоловіків внаслідок раку органів дихання і раку легенів. За даними пов'язаного зі здоров'ям дослідження 2006 року, 41 % чоловіків і 20 % жінок щодня курили. Час від часу курили приблизно 7 % чоловіків і жінок. Безпосередній вплив на смертність надає і алкоголь. В останнє десятиліття смертність, обумовлена вживанням алкоголю, зросла серед чоловіків працездатного віку у два рази. Із зовнішніх факторів найбільш поширеними причинами смерті є самогубства і автомобільні аварії. За рівнем смертності, пов'язаної з алкоголем, Естонію можна порівняти з Литвою, Шотландією, Східною Німеччиною, Північною Францією, Болгарією і Угорщиною.
Природний приріст населення в країні 2015 року був негативним і становив -0,55 % (депопуляція) (224-те місце у світі).

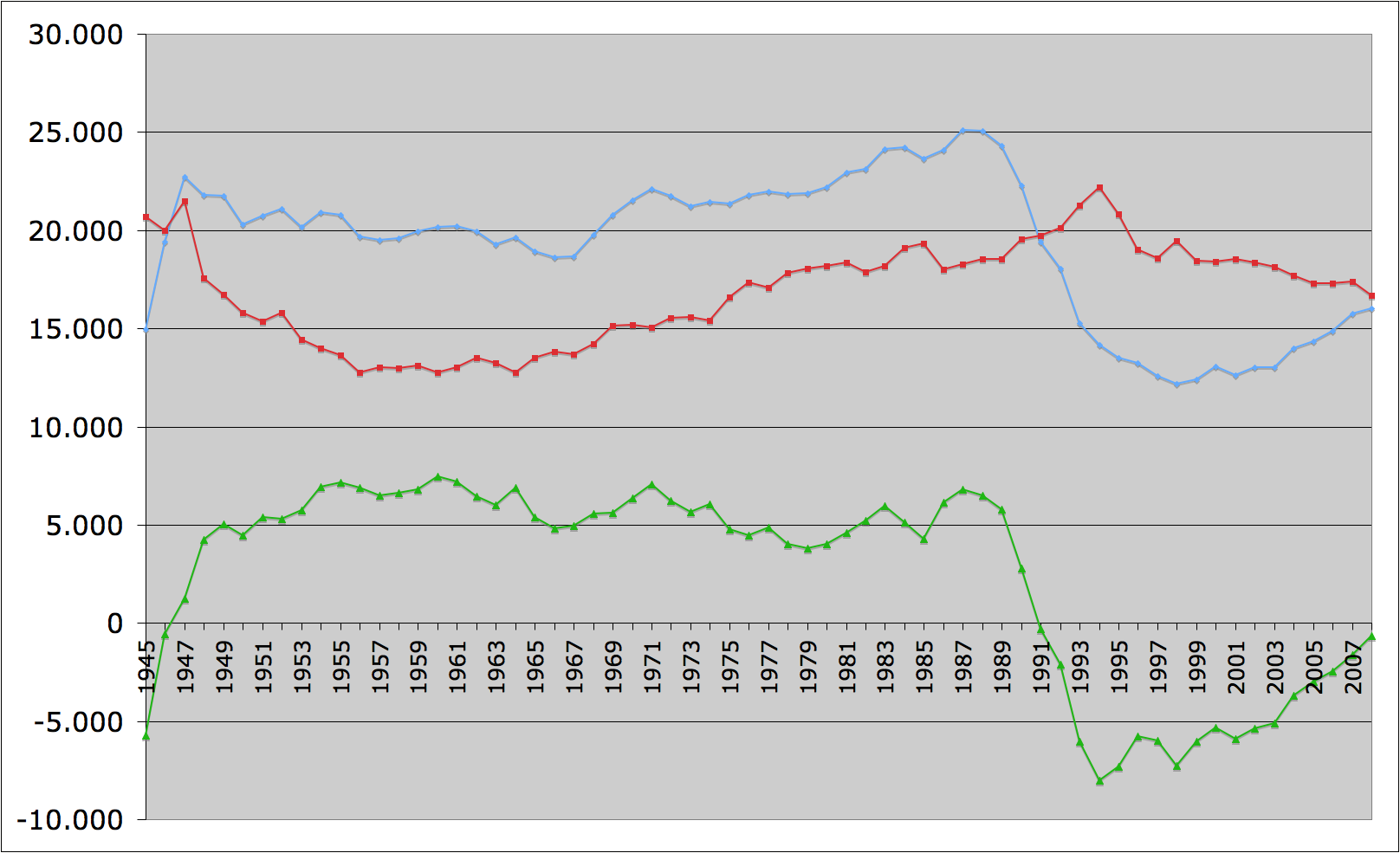
Динаміка народжень (синій), смертей (червоний) і природного приросту (зелений) Естонії за 1945-2008 роки

Природний рух населення Естонії в 1914—2015 роках
| Рік  | Чисельність населення (тис. осіб) | Живих народжень | Смертей | Природний приріст | Народжуваність (‰) | Смертність (‰) | Природний приріст (‰) | Фертильність | Дитяча смертність (‰) |
| ---- | --------------------------------- | --------------- | ------- | ----------------- | ------------------ | -------------- | --------------------- | ------------ | --------------------- |
| 1914 | 1 197                             | 26 865          | 20 882  | 5 983             | 22,4               | 17,4           | 5,0                   |              |                       |
| 1915 | 1 188                             | 24 680          | 21 841  | 2 839             | 20,8               | 18,4           | 2,4                   |              |                       |
| 1916 | 1 154                             | 21 282          | 25 429  | −4 147            | 18,4               | 22,0           | −3,6                  |              |                       |
| 1917 | 1 120                             | 18 333          | 27 336  | −9 003            | 16,4               | 24,4           | −8,0                  |              |                       |
| 1918 | 1 086                             | 21 659          | 32 488  | −10 829           | 19,9               | 29,9           | −10,0                 |              |                       |
| 1919 | 1 064                             | 18 456          | 28 800  | −10 344           | 17,3               | 27,1           | −9,7                  |              |                       |
| 1920 | 1 068                             | 19 625          | 21 363  | −1 738            | 18,4               | 20,0           | −1,6                  |              |                       |
| 1921 | 1 087                             | 22 067          | 17 143  | 4 924             | 20,3               | 15,8           | 4,5                   |              |                       |
| 1922 | 1 102                             | 22 255          | 18 401  | 3 854             | 20,2               | 16,7           | 3,5                   |              |                       |
| 1923 | 1 111                             | 22 347          | 16 630  | 5 717             | 20,1               | 15,0           | 5,1                   |              |                       |
| 1924 | 1 116                             | 21 441          | 16 918  | 4 523             | 19,2               | 15,2           | 4,1                   |              | 99,9                  |
| 1925 | 1 117                             | 20 445          | 16 680  | 3 765             | 18,3               | 14,9           | 3,4                   |              | 95,7                  |
| 1926 | 1 117                             | 19 977          | 18 047  | 1 900             | 17,9               | 16,2           | 1,7                   |              | 101,8                 |
| 1927 | 1 116                             | 19 705          | 19 356  | 500               | 17,7               | 17,3           | 0,4                   |              | 114,6                 |
| 1928 | 1 116                             | 20 064          | 17 785  | 2 279             | 18,0               | 15,9           | 2,0                   |              | 103,6                 |
| 1929 | 1 116                             | 19 110          | 20 178  | −1 068            | 17,1               | 18,1           | −1,0                  |              | 110,5                 |
| 1930 | 1 116                             | 19 471          | 16 610  | 2 861             | 17,4               | 14,9           | 2,6                   |              | 100,1                 |
| 1931 | 1 118                             | 19 509          | 18 077  | 1 432             | 17,4               | 16,2           | 1,3                   |              | 102,8                 |
| 1932 | 1 122                             | 19 742          | 16 641  | 3 101             | 17,6               | 14,8           | 2,8                   |              | 96,8                  |
| 1933 | 1 124                             | 18 208          | 16 472  | 1 736             | 16,2               | 14,7           | 1,5                   |              | 94,0                  |
| 1934 | 1 126                             | 17 305          | 15 853  | 1 452             | 15,4               | 14,1           | 1,3                   |              | 91,1                  |
| 1935 | 1 129                             | 17 891          | 16 864  | 1 027             | 15,8               | 14,9           | 0,9                   |              | 89,3                  |
| 1936 | 1 130                             | 18 222          | 17 594  | 628               | 16,1               | 15,6           | 0,6                   |              | 89,2                  |
| 1937 | 1 131                             | 18 190          | 16 614  | 1 576             | 16,1               | 14,7           | 1,4                   |              | 90,7                  |
| 1938 | 1 133                             | 18 453          | 16 496  | 1 957             | 16,3               | 14,6           | 1,7                   |              | 77,5                  |
| 1939 | 1 128                             | 18 475          | 17 101  | 1 374             | 16,4               | 15,2           | 1,2                   |              | 78,8                  |
| 1940 | 1 096                             | 18 407          | 19 024  | −617              | 16,8               | 17,4           | −0,6                  |              | 83,7                  |
| 1941 | 1 044                             | 19 574          | 23 702  | −4 128            | 18,8               | 22,7           | −4,0                  |              |                       |
| 1942 | 1 017                             | 19 242          | 20 276  | −1 034            | 18,9               | 19,9           | −1,0                  |              | 91,8                  |
| 1943 | 1 006                             | 16 001          | 18 120  | −2 119            | 15,9               | 18,0           | −2,1                  |              |                       |
| 1944 | 990                               | 15 180          | 24 700  | −9 520            | 15,3               | 24,9           | −9,6                  |              |                       |
| 1945 | 879                               | 14 968          | 20 708  | −5 740            | 17,0               | 23,6           | −6,5                  |              | 124,8                 |
| 1946 | 928                               | 19 408          | 19 969  | −561              | 20,9               | 21,5           | −0,6                  |              | 96,8                  |
| 1947 | 977                               | 22 721          | 21 492  | 1 229             | 23,3               | 22,0           | 1,3                   |              | 121,4                 |
| 1948 | 1 026                             | 21 777          | 17 549  | 4 228             | 21,2               | 17,1           | 4,1                   |              | 84,2                  |
| 1949 | 1 074                             | 21 770          | 16 730  | 5 040             | 20,3               | 15,6           | 4,7                   |              | 82,4                  |
| 1950 | 1 101                             | 20 279          | 15 817  | 4 462             | 18,4               | 14,4           | 4,1                   |              | 81,2                  |
| 1951 | 1 114                             | 20 730          | 15 354  | 5 376             | 18,6               | 13,7           | 4,8                   |              | 76,2                  |
| 1952 | 1 126                             | 21 111          | 15 817  | 5 294             | 18,7               | 14,0           | 4,7                   |              | 64,9                  |
| 1953 | 1 138                             | 20 146          | 14 420  | 5 726             | 17,7               | 12,7           | 5,0                   |              | 52,2                  |
| 1954 | 1 149                             | 20 909          | 13 981  | 6 928             | 18,2               | 12,2           | 6,0                   |              | 49,5                  |
| 1955 | 1 160                             | 20 786          | 13 638  | 7 148             | 17,9               | 11,8           | 6,2                   |              | 51,6                  |
| 1956 | 1 171                             | 19 660          | 12 748  | 6 912             | 16,8               | 10,9           | 5,9                   |              | 41,2                  |
| 1957 | 1 181                             | 19 509          | 13 026  | 6 483             | 16,5               | 11,0           | 5,5                   |              | 40,1                  |
| 1958 | 1 192                             | 19 598          | 12 971  | 6 627             | 16,4               | 10,9           | 5,6                   |              | 39,9                  |
| 1959 | 1 203                             | 19 938          | 13 130  | 6 808             | 16,5               | 10,9           | 5,7                   | 1,95         | 31,7                  |
| 1960 | 1 216                             | 20 187          | 12 738  | 7 449             | 16,6               | 10,5           | 6,1                   | 1,98         | 31,1                  |
| 1961 | 1 229                             | 20 230          | 13 036  | 7 194             | 16,5               | 10,6           | 5,9                   | 1,97         | 28,0                  |
| 1962 | 1 243                             | 19 959          | 13 495  | 6 464             | 16,1               | 10,9           | 5,2                   | 1,95         | 25,2                  |
| 1963 | 1 258                             | 19 275          | 13 251  | 6 024             | 15,3               | 10,5           | 4,8                   | 1,91         | 26,0                  |
| 1964 | 1 276                             | 19 629          | 12 754  | 6 875             | 15,4               | 10,0           | 5,4                   | 1,94         | 25,4                  |
| 1965 | 1 291                             | 18 909          | 13 520  | 5 389             | 14,6               | 10,5           | 4,2                   | 1,90         | 20,3                  |
| 1966 | 1 303                             | 18 629          | 13 800  | 4 829             | 14,3               | 10,6           | 3,7                   | 1,85         | 20,0                  |
| 1967 | 1 314                             | 18 671          | 13 699  | 4 972             | 14,2               | 10,4           | 3,8                   | 1,86         | 19,2                  |
| 1968 | 1 327                             | 19 782          | 14 225  | 5 557             | 14,9               | 10,7           | 4,2                   | 2,03         | 18,0                  |
| 1969 | 1 345                             | 20 781          | 15 150  | 5 631             | 15,5               | 11,3           | 4,2                   | 2,11         | 16,7                  |
| 1970 | 1 360                             | 21 552          | 15 186  | 6 366             | 15,8               | 11,2           | 4,7                   | 2,16         | 17,7                  |
| 1971 | 1 377                             | 22 118          | 15 038  | 7 080             | 16,1               | 10,9           | 5,1                   | 2,19         | 17,5                  |
| 1972 | 1 393                             | 21 757          | 15 520  | 6 237             | 15,6               | 11,1           | 4,5                   | 2,14         | 15,9                  |
| 1973 | 1 406                             | 21 239          | 15 573  | 5 666             | 15,1               | 11,1           | 4,0                   | 2,07         | 15,9                  |
| 1974 | 1 418                             | 21 461          | 15 393  | 6 068             | 15,1               | 10,9           | 4,3                   | 2,07         | 17,6                  |
| 1975 | 1 429                             | 21 360          | 16 572  | 4 788             | 14,9               | 11,6           | 3,4                   | 2,04         | 18,2                  |
| 1976 | 1 440                             | 21 801          | 17 351  | 4 450             | 15,1               | 12,0           | 3,1                   | 2,06         | 17,5                  |
| 1977 | 1 450                             | 21 977          | 17 094  | 4 883             | 15,2               | 11,8           | 3,4                   | 2,06         | 17,5                  |
| 1978 | 1 460                             | 21 842          | 17 812  | 4 030             | 15,0               | 12,2           | 2,8                   | 2,02         | 16,5                  |
| 1979 | 1 468                             | 21 879          | 18 062  | 3 817             | 14,9               | 12,3           | 2,6                   | 2,01         | 18,3                  |
| 1980 | 1 477                             | 22 204          | 18 199  | 4 005             | 15,0               | 12,3           | 2,7                   | 2,02         | 17,1                  |
| 1981 | 1 488                             | 22 937          | 18 349  | 4 588             | 15,4               | 12,3           | 3,1                   | 2,07         | 17,0                  |
| 1982 | 1 498                             | 23 128          | 17 893  | 5 235             | 15,4               | 11,9           | 3,5                   | 2,08         | 17,2                  |
| 1983 | 1 509                             | 24 155          | 18 190  | 5 965             | 16,0               | 12,1           | 4,0                   | 2,16         | 16,1                  |
| 1984 | 1 519                             | 24 234          | 19 086  | 5 148             | 16,0               | 12,6           | 3,4                   | 2,17         | 13,6                  |
| 1985 | 1 529                             | 23 630          | 19 343  | 4 287             | 15,5               | 12,7           | 2,8                   | 2,12         | 14,1                  |
| 1986 | 1 540                             | 24 106          | 17 986  | 6 120             | 15,7               | 11,7           | 4,0                   | 2,17         | 15,9                  |
| 1987 | 1 552                             | 25 086          | 18 279  | 6 807             | 16,2               | 11,8           | 4,4                   | 2,26         | 16,0                  |
| 1988 | 1 562                             | 25 060          | 18 551  | 6 509             | 16,0               | 11,9           | 4,2                   | 2,26         | 12,4                  |
| 1989 | 1 568                             | 24 318          | 18 536  | 5 762             | 15,5               | 11,8           | 3,7                   | 2,22         | 14,8                  |
| 1990 | 1 569                             | 22 304          | 19 531  | 2 778             | 14,2               | 12,4           | 1,8                   | 2,05         | 12,3                  |
| 1991 | 1 561                             | 19 413          | 19 715  | −302              | 12,4               | 12,6           | −0,2                  | 1,80         | 13,3                  |
| 1992 | 1 533                             | 18 038          | 20 126  | −2 088            | 11,8               | 13,1           | −1,4                  | 1,71         | 15,7                  |
| 1993 | 1 494                             | 15 253          | 21 286  | −6 033            | 10,2               | 14,2           | −4,0                  | 1,49         | 15,6                  |
| 1994 | 1 463                             | 14 176          | 22 212  | −8 036            | 9,7                | 15,2           | −5,5                  | 1,42         | 14,4                  |
| 1995 | 1 437                             | 13 509          | 20 828  | −7 319            | 9,4                | 14,5           | −5,1                  | 1,38         | 14,9                  |
| 1996 | 1 416                             | 13 242          | 19 020  | −5 778            | 9,4                | 13,4           | −4,1                  | 1,37         | 10,5                  |
| 1997 | 1 400                             | 12 577          | 18 572  | −5 995            | 9,0                | 13,3           | −4,3                  | 1,32         | 10,0                  |
| 1998 | 1 386                             | 12 167          | 19 445  | −7 278            | 8,8                | 14,0           | −5,3                  | 1,28         | 9,4                   |
| 1999 | 1 376                             | 12 425          | 18 447  | −6 022            | 9,0                | 13,4           | −4,4                  | 1,32         | 9,6                   |
| 2000 | 1 397                             | 13 067          | 18 403  | −5 336            | 9,4                | 13,2           | −3,8                  | 1,35         | 8,4                   |
| 2001 | 1 388                             | 12 632          | 18 516  | −5 884            | 9,1                | 13,2           | −4,2                  | 1,31         | 8,8                   |
| 2002 | 1 379                             | 13 001          | 18 355  | −5 354            | 9,4                | 13,3           | −3,9                  | 1,36         | 5,7                   |
| 2003 | 1 371                             | 13 036          | 18 152  | −5 116            | 9,5                | 13,2           | −3,7                  | 1,36         | 7,0                   |
| 2004 | 1 363                             | 13 992          | 17 685  | −3 693            | 10,3               | 13,0           | −2,7                  | 1,47         | 6,4                   |
| 2005 | 1 355                             | 14 350          | 17 316  | −2 966            | 10,6               | 12,8           | −2,2                  | 1,52         | 5,4                   |
| 2006 | 1 347                             | 14 877          | 17 316  | −2 439            | 11,0               | 12,9           | −1,8                  | 1,58         | 4,4                   |
| 2007 | 1 341                             | 15 775          | 17 409  | −1 634            | 11,8               | 13,0           | −1,2                  | 1,69         | 5,0                   |
| 2008 | 1 337                             | 16 028          | 16 675  | −647              | 12,0               | 12,5           | −0,5                  | 1,72         | 5,0                   |
| 2009 | 1 335                             | 15 763          | 16 081  | −318              | 11,8               | 12,1           | −0,2                  | 1,70         | 3,6                   |
| 2010 | 1 332                             | 15 825          | 15 790  | 35                | 11,9               | 11,9           | 0,0                   | 1,72         | 3,3                   |
| 2011 | 1 327                             | 14 679          | 15 244  | −565              | 11,0               | 11,4           | −0,4                  | 1,61         | 2,5                   |
| 2012 | 1 323                             | 14 056          | 15 450  | −1 394            | 10,6               | 11,7           | −1,1                  | 1,56         | 3,6                   |
| 2013 | 1 318                             | 13 531          | 15 244  | −1 713            | 10,3               | 11,6           | −1,3                  | 1,52         | 2,1                   |
| 2014 | 1 314                             | 13 551          | 15 484  | −1 933            | 10,3               | 11,8           | −1,5                  | 1,54         | 2,7                   |
| 2015 | 1,314                             | 13,907          | 15,243  | −1,336            | 10.6               | 11.6           | −1.0                  | 1.58         | 2.5                   |
| 2016 | 1,316                             | 14,053          | 15,392  | −1,339            | 10.7               | 11.7           | −1.0                  | 1.60         | 2.3                   |
| 2017 | 1,317                             | 13,784          | 15,543  | −1,759            | 10.5               | 11.8           | −1.3                  | 1.59         | 2.3                   |
| 2018 | 1,322                             | 14,367          | 15,751  | −1,384            | 10.9               | 11.9           | −1.0                  | 1.67         | 1.6                   |
| 2019 | 1,327                             | 14,099          | 15,401  | −1,302            | 10.6               | 11.6           | −1.0                  | 1.66         | 1.6                   |
| 2020 | 1,329                             | 13,209          | 15,811  | −2,602            | 9.9                | 11.9           | −2.0                  | 1.58         | 1.4                   |

### Вікова структура

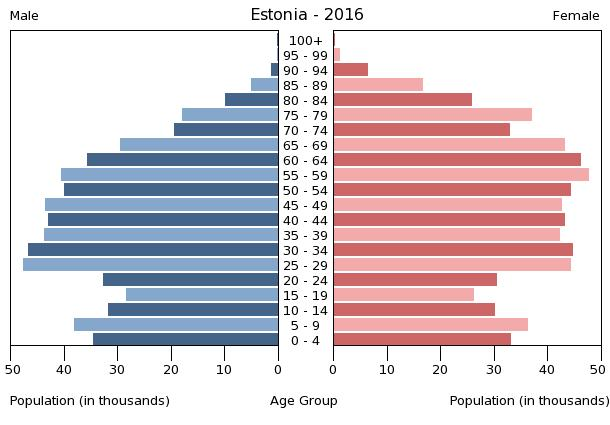
Віково-статева піраміда населення Естонії, 2016 рік

Середній вік населення Естонії становить 42,4 року (26-те місце у світі): для чоловіків — 39, для жінок — 45,8 року. Очікувана середня тривалість життя 2015 року становила 76,47 року (86-те місце у світі), для чоловіків — 71,64 року, для жінок — 81,53 року. У тривалій перспективі на майбутнє суспільства помітно впливає вікова структура населення. Частка дітей у населенні Естонії скорочується — у 2008 р. вони становили 21 % всього населення. І хоча зростає число літніх людей, все ж, у порівнянні з іншими європейськими країнами, частка людей старше 64 років відносно невелика.
Вікова структура населення Естонії, станом на 2015 рік, виглядає наступним чином:
- діти віком до 14 років — 15,99 % (103 855 чоловіків, 98 478 жінок);
- молодь віком 15-24 роки — 9,74 % (63 840 чоловіків, 59 425 жінок);
- дорослі віком 25-54 роки — 41,83 % (265 496 чоловіків, 263 873 жінки);
- особи передпохилого віку (55-64 роки) — 13,32 % (75 279 чоловіків, 93 264 жінки);
- особи похилого віку (65 років і старіші) — 19,12 % (81 525 чоловіків, 160 385 жінок)[1].

Середня тривалість життя жителів Естонії значно нижче, ніж в більшості країн Європейського союзу, особливо серед чоловіків — в країнах ЄС середня тривалість життя у чоловіків нижче лише в сусідніх Латвії та Литві. Також для Естонії характерні великі міжстатеві відмінностей в передбачуваній середній тривалості життя жінок і чоловіків. Жінки живуть в середньому на 12 років довше за чоловіків. Причина настільки помітної різниці полягає, перш за все, у високій смертності відносно молодих чоловіків в результаті так званих зовнішніх причин смерті (нещасних випадків, вбивств, самогубств). Однак смертність естонських чоловіків у молодому віці та з інших причин також вища середнього європейського рівня. У 2008 році жінки доживали в Естонії, в середньому, до 79,2 років, чоловіки — до 68,6 років.

### Шлюбність— розлучуваність
Коефіцієнт шлюбності, тобто кількість шлюбів на 1 тис. осіб за календарний рік, дорівнює 3,8; коефіцієнт розлучуваності — 2,2; індекс розлучуваності, тобто відношення шлюбів до розлучень за календарний рік — 58 (дані за 2010 рік). Середній вік, коли чоловіки беруть перший шлюб, дорівнює 31,6 року, жінки — 29 років, загалом — 30,3 року (дані за 2014 рік).
Згідно з даними перепису населення 2000 року, 50 % чоловіків і 42 % жінок перебували в зареєстрованих шлюбах. 21 % усіх пар, що проживають разом, не зареєстрували свої стосунки офіційно. Цивільний шлюб був найбільш поширений серед розлучених людей (29 %) і тих, хто жодного разу не були у шлюбі (20 %).
Кількість розлучень на душу населення в Естонії одне з найвищих у Європі, проте у XXI столітті воно почало зменшуватися — можливо, це пов'язано з ростом популярності цивільних шлюбів. Оскільки до вступу в офіційний шлюб більшість пар якийсь час живуть разом, вони вже добре знають одне одного, тому несподіванки в характері не є причинами розлучень.
В Естонії багато дітей народжується в сім'ях, де шлюб батьків не зареєстрований офіційно. Серед європейських країн у XXI столітті лише Ісландія випередила Естонію за відносною кількістю дітей, народжених поза офіційним шлюбом. В Естонії ця тенденція стала особливо помітною в 1990—2000-х. Наприклад, 2009 року 60 % усіх новонароджених з'явилися саме в таких сім'ях. У суспільстві Естонії практично відсутнє упередження щодо дітей, народжених поза зареєстрованим шлюбом, і на практиці для дитини немає великої різниці, чи перебувають її батьки в шлюбі офіційно. Зазвичай завдяки народженню дітей цивільний шлюб частіше перетворюється в офіційний, але все ж виховання дітей в сім'ях, де батьки перебувають у незареєстрованому шлюбі, зовсім не рідкість. Матерів-одиначок в Естонії відносно мало — всього 7 %. Найчастіше шлюб реєструється після двох років спільного життя, але є і пари, які все життя живуть без реєстрації.

## Розселення
Густота населення країни 2015 року становила 31,0 особи/км² (187-ме місце у світі). Населення країни розподілене досить рівномірно, з невеликим тяжінням до міст. 70 % естонців концентруються в регіональних центрах —Гар'юмаа, Іда-Вірумаа, Тартумаа і Пярнумаа. Найбільш густо заселені Північна Естонія і прибережні регіони. Там же й три з п'яти найбільших міст Естонії: Таллінн, Нарва і Кохтла-Ярве, в них зосереджена переважна частина населення, промислового потенціалу, транспортних мереж і економічної діяльності.

### Урбанізація
Естонія високоурбанізована країна. Рівень урбанізованості становить 67,5 % населення країни (станом на 2015 рік), темпи зменшення частки міського населення — 0,45 % (оцінка тренду за 2010—2015 роки). Головні міста держави: Таллінн (столиця) — 391,0 тис. осіб (дані за 2015 рік), Тарту, Пярну і Йихві, Кохтла-Ярве. У 1990-х роках Естонія стала замість заходу Росії північним сходом Європи, тому тепер у розвитку суспільства позначається вплив найактивнішого європейського регіону — Скандинавії. Зміцніла вісь Таллінн-Гельсінкі, яка також управляє процесами, пов'язаними із заселенням країни. Як і в інших країнах Європи, в Естонії спостерігається безперервне зростання значущості міст, при цьому Таллінн залишається загальнодержавним центром тяжіння. Повітові центри як і раніше вважаються важливими складовими системи розселення. У селищах міського типу проживають в цілому 69 % населення країни.
Поділ на поселення міського і сільського типу почався в Естонії приблизно в XIII столітті. Згідно з першоджерелами, першими містами були: Тарту, Таллінн (заснований 1248 року), Нарва, Пярну, Хаапсалу, Вільянді і Пайде. Часто міста виникали навколо орденських німецьких городищ, які нерідко будувалися на місці захоплених ними древніх городищ. Вже тоді великі міста розташовувалися поблизу узбережжя і водойм, розвинених торгових і транспортних шляхів. Сучасну картину мережі міст сформувала проведена в 1959—1962 роках адміністративна реформа, в ході якої утворені кордони 15 районів, які приблизно збігаються з межами сучасних повітів. У зв'язку зі створенням нових районних центрів з'явилися нові місцеві центри, такі як Йигева, Рапла або Пярну. Всього в Естонії налічується 42 міста і 9 селищ міського типу. Внаслідок змін, що відбулися після відновлення незалежності Естонії, в 1990-х роках роль повітових і місцевих центрів значно скоротилася, в повітових центрах життєдіяльність сконцентрована навколо успішних підприємств і міст, що поблизу них.

### Міграції
Річний рівень еміграції 2015 року становив 3,6 ‰ (187-ме місце у світі). Цей показник не враховує різниці між законними і незаконними мігрантами, між біженцями, трудовими мігрантами та іншими. На сучасний склад населення Естонії найбільше вплинула імміграція, яка настала за Другою світовою війною, а також відкриття для її жителів кордонів іноземних держав після здобуття Естонією незалежності, що спричинило еміграцію. Ознакою інтенсивної урбанізації і індустріалізації, що наступили після Другої світової війни, був великий приплив іммігрантів з інших територій Радянського Союзу. У період радянської окупації жителі Естонії практично не мали можливості виїхати за межі Радянського Союзу. З відновленням Естонської Республіки ці обмеження на переміщення громадян зникли.

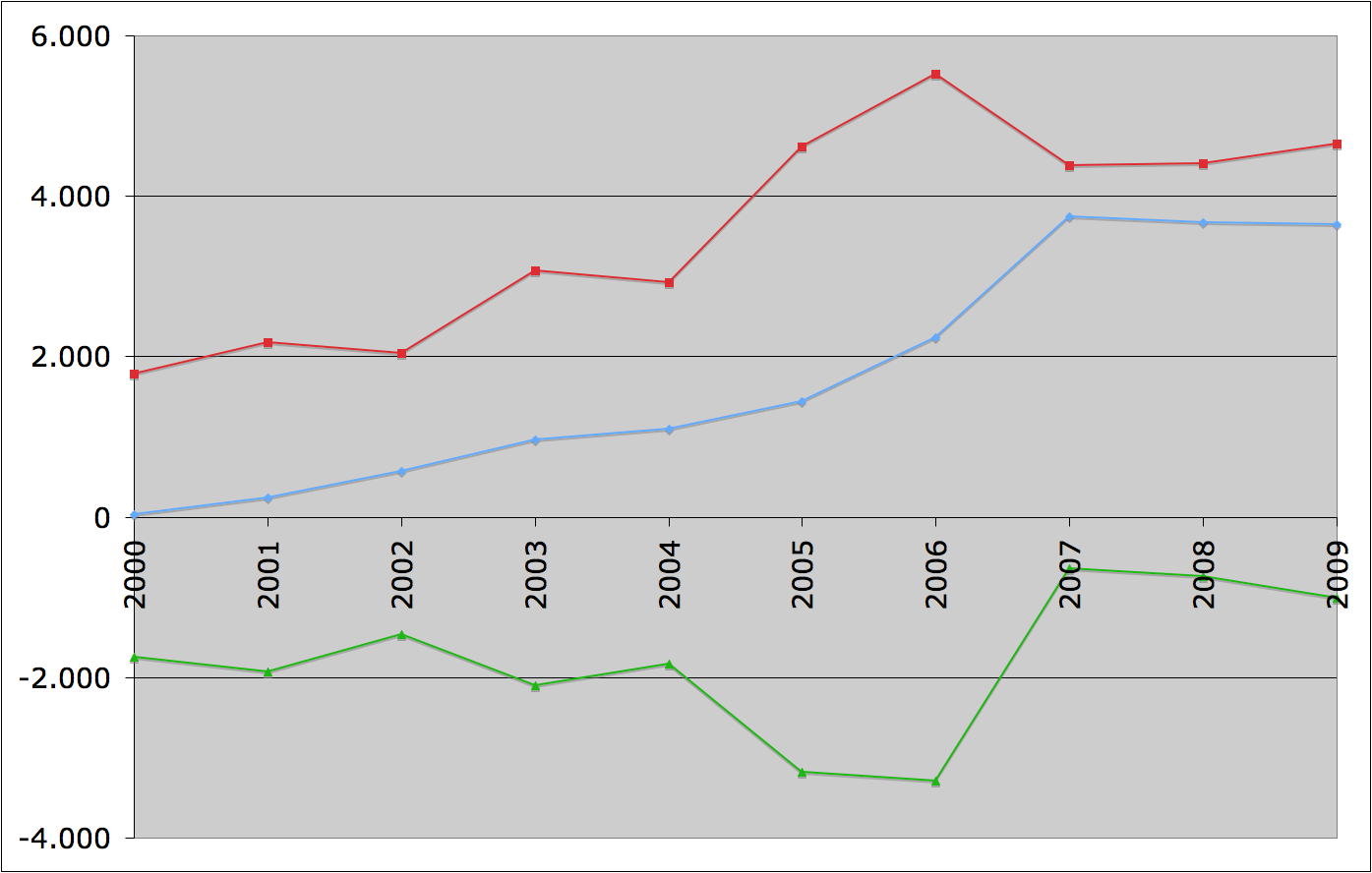
Динаміка еміграції (червоний), імміграції (синій) і міграційного сальдо (зелений) Естонії за 2000—2012 роки

#### Еміграція
Особливо значним число тих, хто виїхав з країни було в 1992 році. Причиною різкого зростання еміграції в цей період стало виведення російських військ з Естонії, що завершилося 1994 року. Крім рядового складу й офіцерів, що проходили дійсну службу, а також членів їх сімей, з Естонії поїхали і більшість цивільних службовців, пов'язаних з армією. Якщо люди, пов'язані з радянською армією, їхали, в основному, на схід.
2005 року естонці виділялися серед жителів інших європейських країн досить високою готовністю до еміграції — вище вона була лише в Литві та Ірландії. Внаслідок еміграції Естонія втрачає, насамперед, жінок, тому що чоловіки частіше згодом повертаються до Естонії. В основному, емігранти направляються в Фінляндію, Росію, Німеччину, США, Швеції, Великої Британії, України. Часто говорять про еміграцію людей з вищою освітою, наприклад, лікарів, проте більшість тих, що виїжджають до іншої країни мають середню освіту.

#### Імміграція
У 1945—1989 роках для Естонії була характерна інтенсивна імміграція, що перевищувала еміграцію. До 1989 року кількість осіб, що приїхали в Естонію і тих, хто виїхав з неї було приблизно однаковим. У наступні роки імміграція постійно скорочувалася, тоді як число тих, що залишають країну було стабільно велике. Внаслідок того, що в післявоєнній історії Естонії рівень імміграції був невиправдано високим, люди насторожено ставляться до іммігрантів і налаштовані до імміграції помірно скептично, хоча державні програми передбачають сприяння в'їзду людей з високим рівнем професійної кваліфікації. У 1990-х роках до Естонії повернулися деякі естонці і їхні нащадки, які емігрували під час війни. 1990 року, ще до відновлення незалежності, був прийнятий закон про імміграцію, який встановлював квоту на в'їзд у розмірі 0,1 % постійного населення; на імміграцію до Естонії вводилися значні обмеження. Згодом вони пом'якшувалися, з 2010 року квота не поширюється на громадян багатьох західних держав. Дані Європейського соціального дослідження 2006 року показують, що в загальному імміграцію підтримують 60―90 % населення. Найбільш позитивне ставлення спостерігалося до імміграції людей тієї ж національності, більш насторожене — до тих, що приїжджають з бідних країн. Жителі Естонії бачать з їхнього боку як соціальні (алкоголізм, наркоманія, СНІД, злочинність), так і економічну небезпеку.

#### Біженці й вимушені переселенці
Естонія є членом Міжнародної організації з міграції (IOM). Естонія приєдналася до Женевської конвенції про статус біженців 1997 року, але кількість біженців, які прибули до Естонії, була дуже скромною. У 1997—2008 рр. про надання притулку в Естонії клопотали всього 148 чоловік, 10 з яких отримали статус біженців, 12 отримали додатковий захист. В основному, притулку просили уродженці Росії (23), Іраку (22) і Туреччини (17). У багатьох випадках їх дійсною метою була інша країна Європейського союзу, найчастіше клопотання про надання притулку подавалося після затримання особи всередині країни, а не на кордоні держави. Починаючи з 2009 року клопотань про притулок стало більше, що викликано, перш за все, приєднанням Естонії до Шенгенської візового простору і відкриття державних кордонів, в результаті чого пожвавилася нелегальна міграція в Естонію. Як правило, заява про надання притулку подається після затримання.

#### Особи з невизначеним громадянством
У країні перебуває 85,3 тис. осіб без громадянства. Після відновлення державою незалежності у 1991 році, надання автоматичного громадянства було обмежене для тих осіб, що не були громадянами Естонії до 1940 року, початку радянської окупації. Знання естонської мови є однією з умов отримання громадянства, через що тисячі етнічних росіян залишилися без громадянства. Особи без громадянства можуть голосувати лише на місцевих виборах, але не на загальних.

## Расово-етнічний склад
| Етнічний склад (2012 рік) | Етнічний склад (2012 рік) | Етнічний склад (2012 рік) | Етнічний склад (2012 рік) | Етнічний склад (2012 рік) |
| ------------------------- | ------------------------- | ------------------------- | ------------------------- | ------------------------- |
| Етнос:                    |                           |                           | Відсоток:                 |                           |
| естонці                   | естонці                   |                           | 68.7%                     | 68.7%                     |
| росіяни                   | росіяни                   |                           | 24.8%                     | 24.8%                     |
| українці                  | українці                  |                           | 1.7%                      | 1.7%                      |
| білоруси                  | білоруси                  |                           | 1%                        | 1%                        |
| фіни                      | фіни                      |                           | 0.6%                      | 0.6%                      |
| інші                      | інші                      |                           | 3.2%                      | 3.2%                      |

Головні етноси країни: естонці — 68,7 %, росіяни — 24,8 %, українці — 1,7 %, білоруси — 1 %, фіни — 0,6 %, інші — 3,2 % населення (оцінка за 2011 рік). До числа великих національних груп можна також віднести євреїв, татар, німців, латишів, поляків і литовців.

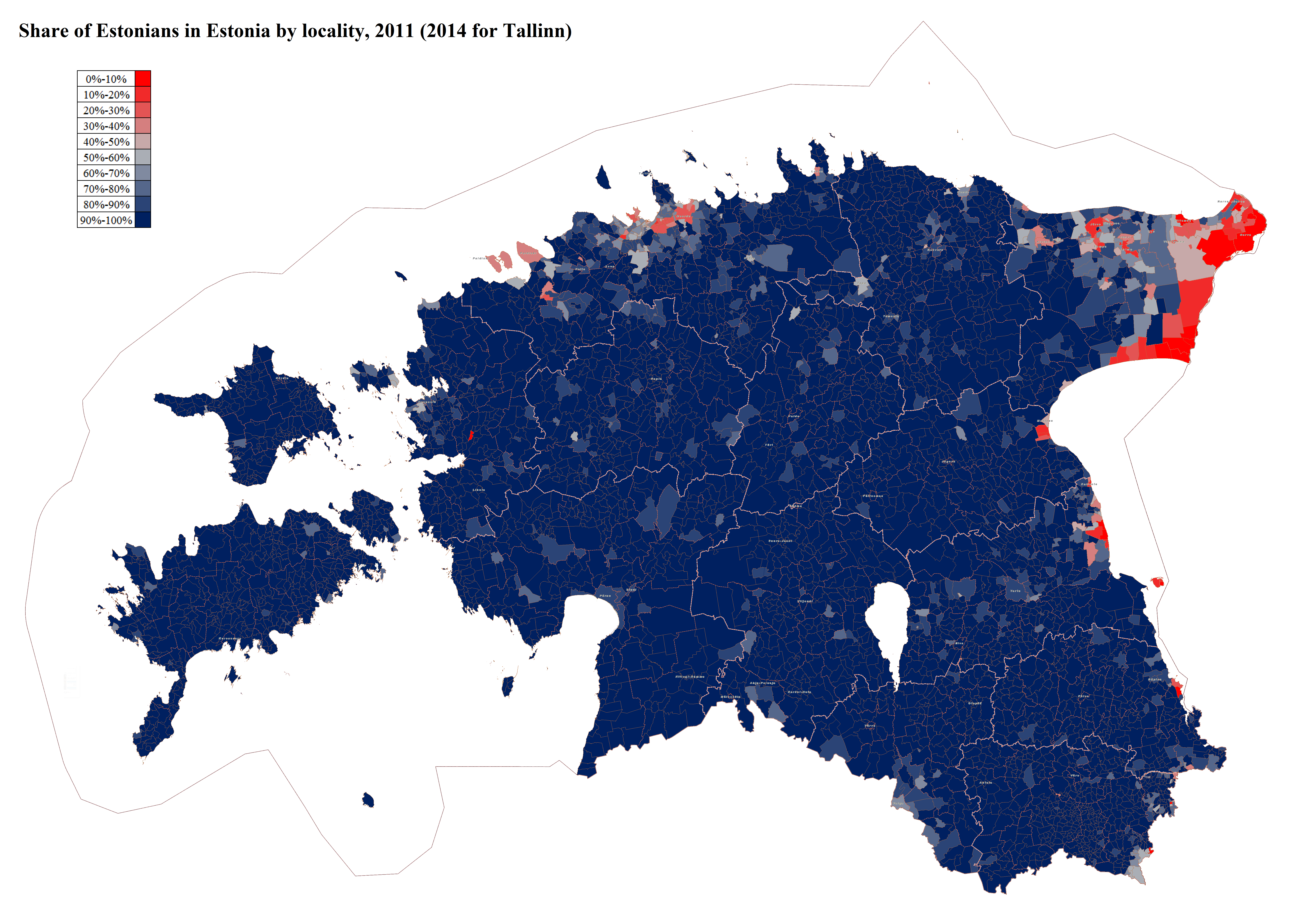
Відсоток естонців по повітах (англ.)

Перші поселенці, які проживали на території Естонії, мали європеоїдні риси, і прийшли до Естонії зі східної частини Центральної або південної частини Східної Європи, після того, як територія Естонії звільнилася від льодовика. У епоху мезоліту (9000 — 4900 роки до н. е.) місцеві жителі належали до культури, яка була поширена в лісовій зоні Східної та Північної Європи. Як показують результати сучасних генетичних досліджень, естонці, що входять до фіно-угорської групи народів, за материнською лінією родом здебільшого з Європи, за батьківською — зі східних територій.
Міграція впливала на склад населення території Естонії і пізніше — нерідко нові поселенці прибували після періодів високої смертності. Починаючи з XIII століття до міст Естонії, як правило, переселялися жителі Німеччини і Швеції. Середньовічні міста понімечувались, але естонці, проте, становили приблизно 50 % числа міщан. У сільських регіонах в селах оселялись вихідці, в основному, з сусідніх територій Фінляндії, Росії, Латвії, Литви і Польщі, які внаслідок того, що жили вони розкидані серед місцевого населення, відносно швидко асимілювалися з естонцями. Змішання з естонцями не відбулося у шведів, які населяли узбережжя на заході і півночі Естонії, а також російської громади старовірів, які оселилися на західному узбережжі Чудського озера, щоб уникнути релігійних переслідувань в Росії. Другий великий період імміграції почався наприкінці XIX століття, коли для будівництва мережі залізниць і великої промисловості в Естонію приїхала велика кількість робітників з Росії.
Перед Другою світовою війною естонці становили 88,1 % загального числа населення країни. Іншу частину населення становили п'ять національних меншин, кожна з яких налічувала понад 3 тис. осіб: росіяни — 8,2 % (92 тис. осіб), німці — 1,5 % (16,3 тис.), шведи — 0,7 % (7,6 тис.), латиші й євреї — менш як 0,5 %. Відповідно до закону про національно-культурні автономії від 1925 року німці і євреї клопотали про статус культурної автономії. У результаті Другої світової війни і політичних перетворень Естонія втратила чотири з п'ятьох історичних громад національних меншин. Внаслідок пов'язаних з війною подій безпосередньо після закінчення Другої світової війни естонці становили всередині нових кордонів країни 97 % населення. Після війни почалася інтенсивна імміграція з інших територій СРСР, яка пішла на спад лише наприкінці 1980-х років. Починаючи з того часу міграційне сальдо Естонії було негативним.
Динаміка етнічної картини населення Естонії 1922—2015 років
| Етнічні групи | 1922 рік  | 1922 рік  | 1934 рік  | 1934 рік  | 1959 рік  | 1959 рік  | 1970 рік  | 1970 рік  | 1979 рік  | 1979 рік  | 1989 рік  | 1989 рік  | 2000 рік  | 2000 рік  | 2011 рік  | 2011 рік  | 2015 рік  | 2015 рік  |
| Етнічні групи | Осіб      | %         | Осіб      | %         | Осіб      | %         | Осіб      | %         | Осіб      | %         | Осіб      | %         | Осіб      | %         | Осіб      | %         | Осіб      | %         |
| ------------- | --------- | --------- | --------- | --------- | --------- | --------- | --------- | --------- | --------- | --------- | --------- | --------- | --------- | --------- | --------- | --------- | --------- | --------- |
| Естонці       | 969 976   | 87,6      | 992 520   | 88,1      | 892 653   | 74,6      | 925 157   | 68,2      | 947 812   | 64,7      | 963 281   | 61,5      | 930 219   | 67,9      | 902 547   | 69,7      | 907 937   | 69,1      |
| Росіяни       | 91 109    | 8,2       | 92 656    | 8,2       | 240 227   | 20,1      | 334 620   | 24,7      | 408 778   | 27,9      | 474 834   | 30,3      | 351 178   | 25,6      | 336 235   | 25,2      | 330 258   | 25,1      |
| Українці      | —         | —         | 92        | 0,0       | 15 769    | 1,3       | 28 086    | 2,1       | 36 044    | 2,5       | 48 271    | 3,1       | 29 012    | 2,1       | 22 573    | 1,7       | 22 562    | 1,7       |
| Білоруси      | —         | —         | —         | —         | 10 930    | 0,9       | 18 732    | 1,4       | 23 461    | 1,6       | 27 711    | 1,8       | 17 241    | 1,3       | 12 579    | 1,0       | 12 215    | 0,9       |
| Фіни          | 401       | 0,0       | 1 088     | 0,1       | 16 699    | 1,4       | 18 537    | 1,4       | 17 753    | 1,2       | 16 622    | 1,1       | 11 837    | 0,9       | 7 589     | 0,6       | 7 321     | 0,6       |
| Євреї         | 4 566     | 0,4       | 4 434     | 0,4       | 5 433     | 0,5       | 5 282     | 0,4       | 4 954     | 0,3       | 4 613     | 0,3       | 2 145     | 0,2       | 1 973     | 0,2       | 2 042     | 0,2       |
| Татари        | —         | —         | 166       | 0,0       | 1 534     | 0,1       | 2 204     | 0,2       | 3 195     | 0,2       | 4 058     | 0,3       | 2 582     | 0,2       | 1 993     | 0,2       | 1 982     | 0,2       |
| Латиші        | 1 966     | 0,2       | 5 435     | 0,5       | 2 888     | 0,2       | 3 286     | 0,2       | 3 963     | 0,3       | 3 135     | 0,2       | 2 330     | 0,2       | 1 764     | 0,1       | 1 840     | 0,1       |
| Литовці       | 436       | 0,0       | 253       | 0,0       | 1 616     | 0,1       | 2 356     | 0,2       | 2 379     | 0,2       | 2 568     | 0,2       | 2 116     | 0,2       | 1 727     | 0,1       | 1 757     | 0,1       |
| Поляки        | 969       | 0,1       | 1 608     | 0,1       | 2 256     | 0,2       | 2 651     | 0,2       | 2 897     | 0,2       | 3 008     | 0,2       | 2 193     | 0,2       | 1 664     | 0,1       | 1 643     | 0,1       |
| Німці         | 18 319    | 1,7       | 16 346    | 1,5       | 670       | 0,1       | 7 850     | 0,6       | 3 944     | 0,3       | 3 466     | 0,2       | 1 870     | 0,1       | 1 544     | 0,1       | 1 552     | 0,1       |
| Шведи         | 7 850     | 0,7       | 7 641     | 0,7       | —         | —         | 435       | 0,0       | 254       | 0,0       | 297       | 0,0       | 300       | 0,0       | 380       | 0,0       | ?         | ?         |
| Інші          | 11 467    | 1,0       | 4 266     | 0,4       | 6 116     | 0,5       | 6 883     | 0,5       | 9 042     | 0,6       | 13 798    | 0,9       | 19 174    | 1,4       | 11 887    | 0,9       | 10 844    | 0,8       |
| Разом         | 1 107 059 | 1 107 059 | 1 126 413 | 1 126 413 | 1 196 791 | 1 196 791 | 1 356 079 | 1 356 079 | 1 464 476 | 1 464 476 | 1 565 662 | 1 565 662 | 1 370 052 | 1 370 052 | 1 294 455 | 1 294 455 | 1 313 271 | 1 313 271 |

## Мови

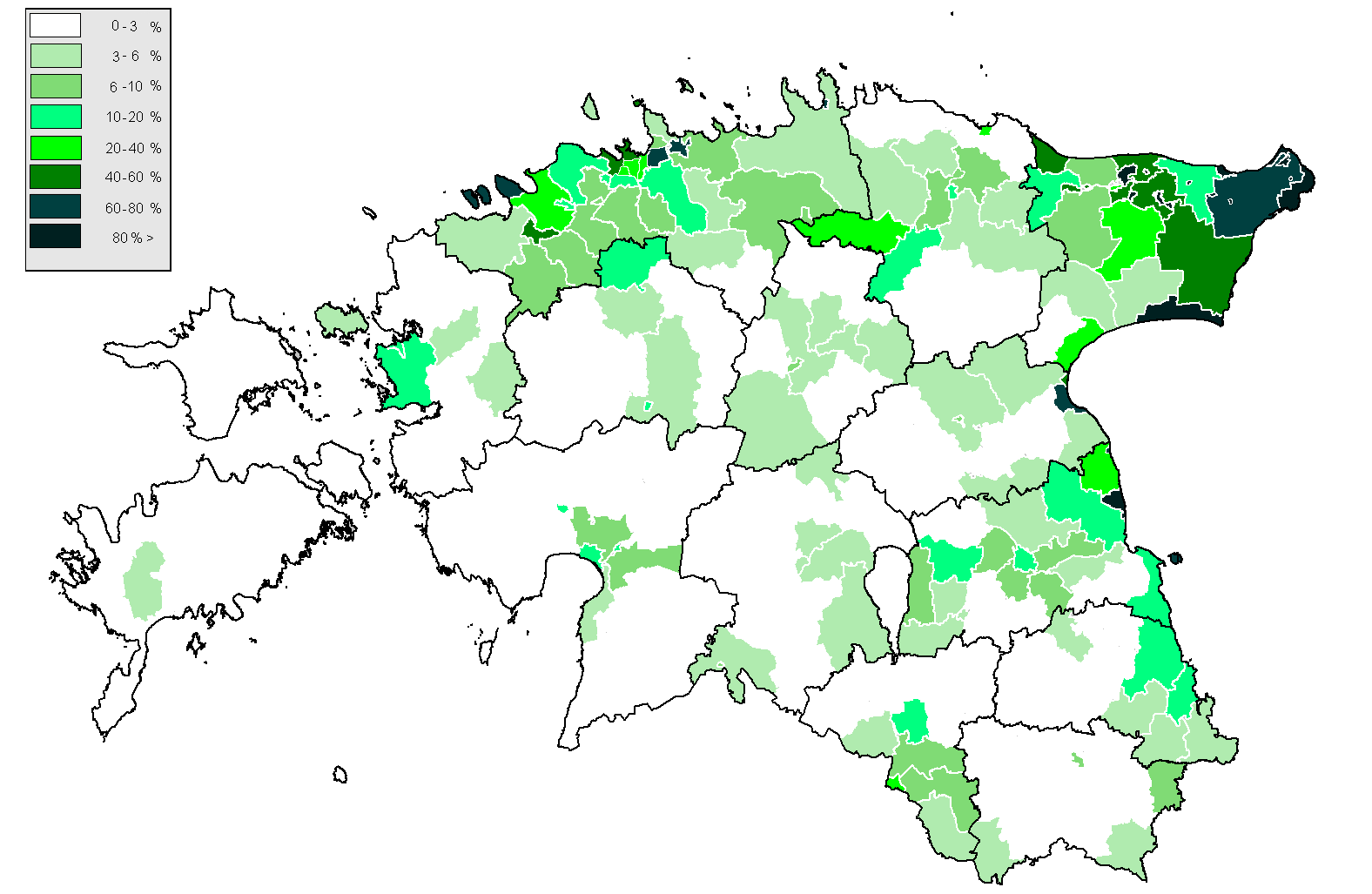
Частка російськомовних у повітах Естонії за даними перепису 2000 року.

| Мови Естонії (2021 рік) | Мови Естонії (2021 рік) | Мови Естонії (2021 рік) | Мови Естонії (2021 рік) | Мови Естонії (2021 рік) |
| ----------------------- | ----------------------- | ----------------------- | ----------------------- | ----------------------- |
| Мова:                   |                         |                         | Відсоток:               |                         |
| естонська               | естонська               |                         | 67.2%                   | 67.2%                   |
| російська               | російська               |                         | 28.5%                   | 28.5%                   |
| українська              | українська              |                         | 0.9%                    | 0.9%                    |
| інші                    | інші                    |                         | 2.8%                    | 2.8%                    |
| не вказана              | не вказана              |                         | 0.6%                    | 0.6%                    |

Офіційна мова: естонська — рідна для 67,2 % населення країни. Інші поширені мови: російська — 28,5 %, українська — 0,9 %, інші мови — 2,8 %, не вказали рідну мову — 0,6 % (дані на 2021 рік). Естонія, як член Ради Європи, не підписала Європейську хартію регіональних мов.
Рідна мова
| Рідна мова      | 2000 рік  | 2000 рік | 2011 рік  | 2011 рік | 2021 рік  | 2021 рік |
| Рідна мова      | Мовців    | %        | Мовців    | %        | Мовців    | %        |
| --------------- | --------- | -------- | --------- | -------- | --------- | -------- |
| Естонська       | 921 817   | 67,28    | 887 216   | 68,54    | 895 493   | 67,23    |
| Російська       | 406 755   | 29,69    | 383 118   | 29,60    | 379 210   | 28,47    |
| Українська      | 12 299    | 0,90     | 8 016     | 0,62     | 12 431    | 0,93     |
| Фінська         | 4 932     | 0,36     | 2 621     | 0,20     | 4 276     | 0,32     |
| Англійська      | 248       | 0,02     | 878       | 0,07     | 3 879     | 0,29     |
| Латиська        | 1 389     | 0,10     | 999       | 0,08     | 2 510     | 0,19     |
| Німецька        | 557       | 0,04     | 522       | 0,04     | 1 834     | 0,14     |
| Білоруська      | 5 197     | 0,38     | 1 664     | 0,13     | 1 650     | 0,12     |
| Азербайджанська | 592       | 0,04     | 656       | 0,05     | 1 118     | 0,08     |
| Литовська       | 1 198     | 0,09     | 905       | 0,07     | 1 110     | 0,08     |
| Татарська       | 1 251     | 0,09     | 806       | 0,06     | 645       | 0,05     |
| Вірменська      | 719       | 0,05     | 717       | 0,06     | 842       | 0,06     |
| Польська        | 674       | 0,05     | 435       | 0,03     | 693       | 0,05     |
| Інші            | 3 235     | 0,24     | 2 891     | 0,22     | 17 957    | 1,35     |
| Невідомо        | 9 189     | 0,67     | 1 723     | 0,13     | 8 176     | 0,61     |
| Разом           | 1 370 052 | 100      | 1 294 455 | 100      | 1 331 824 | 100      |

Знання іноземних мов
| Мова       | Носіїв (тис.) | % населення |
| ---------- | ------------- | ----------- |
| Російська  | 545,5         | 41,5 %      |
| Англійська | 495,4         | 37,8 %      |
| Фінська    | 167,3         | 12,7 %      |
| Німецька   | 130,2         | 10,0 %      |
| Французька | 18,7          | 1,4 %       |
| Шведська   | 14,1          | 1,1 %       |

## Релігії
| Релігії в Естонії (2010 рік) | Релігії в Естонії (2010 рік) | Релігії в Естонії (2010 рік) | Релігії в Естонії (2010 рік) | Релігії в Естонії (2010 рік) |
| ---------------------------- | ---------------------------- | ---------------------------- | ---------------------------- | ---------------------------- |
| Віросповідання:              |                              |                              | Відсоток:                    |                              |
| лютерани                     | лютерани                     |                              | 9.9%                         | 9.9%                         |
| православні                  | православні                  |                              | 16.2%                        | 16.2%                        |
| християни                    | християни                    |                              | 2.2%                         | 2.2%                         |
| інші                         | інші                         |                              | 0.9%                         | 0.9%                         |
| атеїсти                      | атеїсти                      |                              | 54.1%                        | 54.1%                        |
| агностики                    | агностики                    |                              | 16.7%                        | 16.7%                        |

Головні релігії й вірування, які сповідує, і конфесії та церковні організації, до яких відносить себе населення країни: лютеранство — 9,9 %, православ'я — 16,2 %, інші течії християнства (методизм, адвентизм, римо-католицтво, п'ятидесятництво) — 2,2 %, інші — 0,9 %, не сповідують жодної — 54,1 %, не визначились — 16,7 % (станом на 2011 рік).

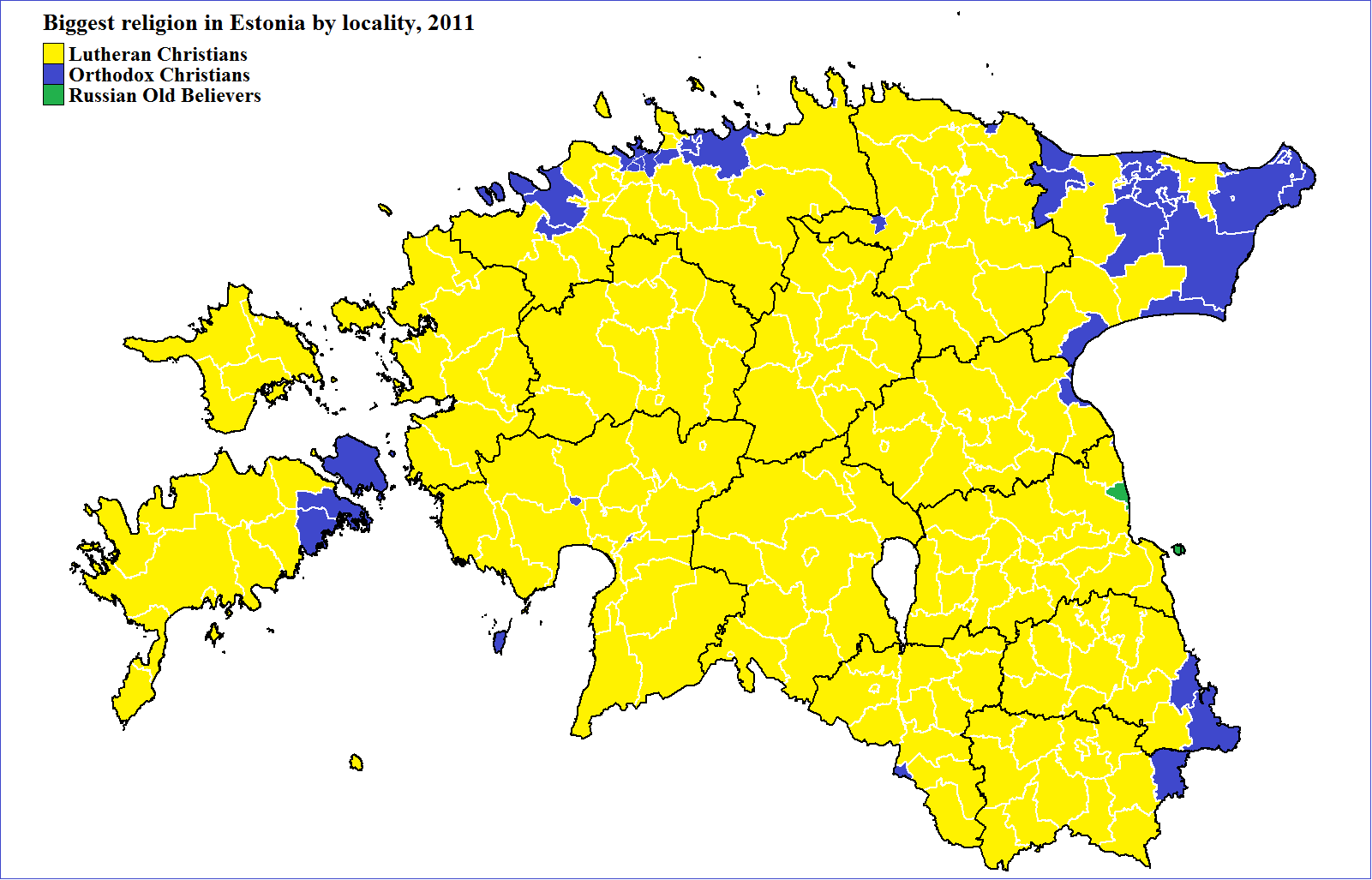
Поширення основних релігій в Естонії (англ.)
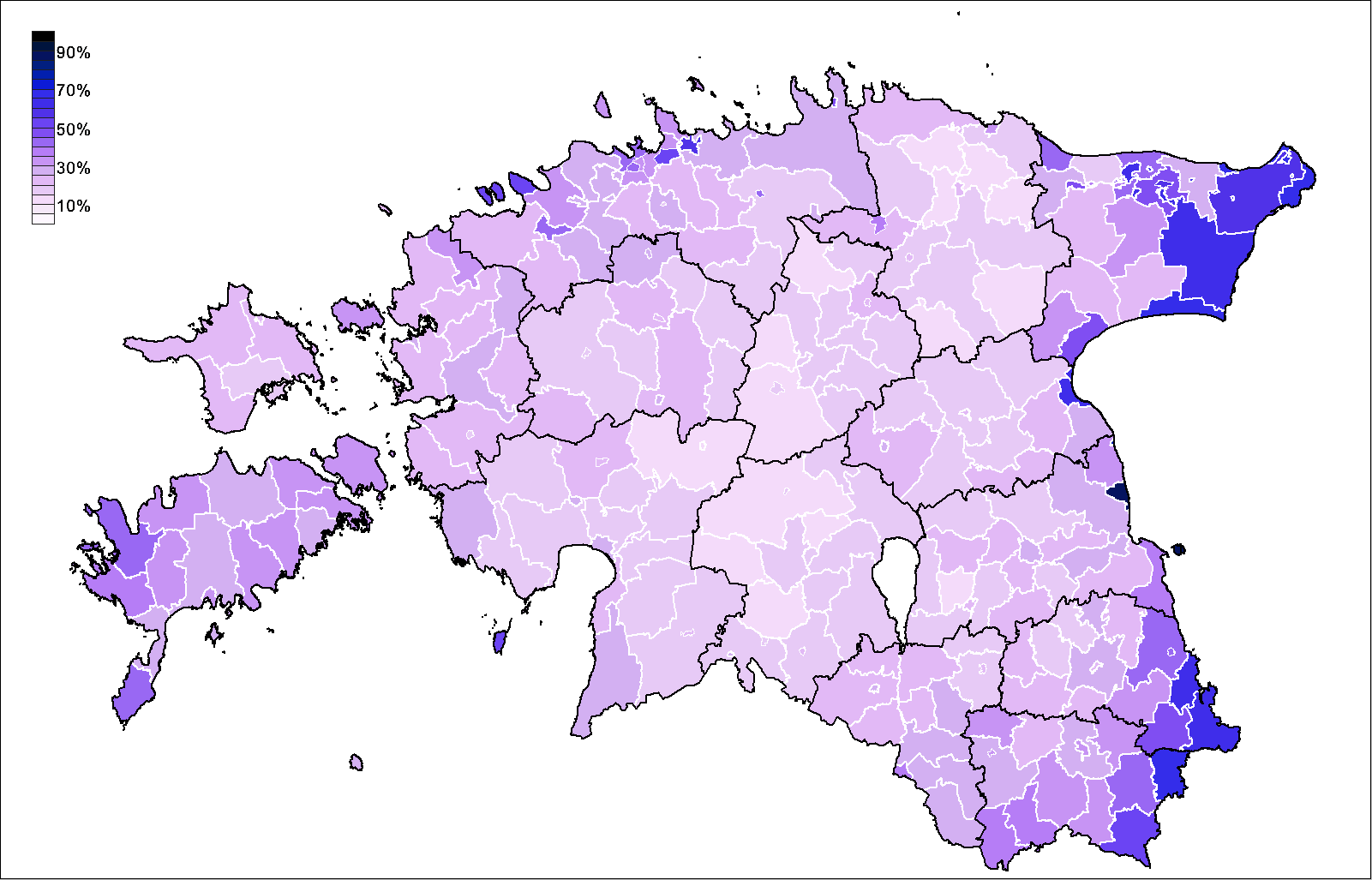
Відсоток вірян по повітах

## Освіта
Рівень письменності 2015 року становив 99,8 % дорослого населення (віком від 15 років): 99,8 % — серед чоловіків, 99,8 % — серед жінок.
Державні витрати на освіту становлять 4,7 % ВВП країни, станом на 2012 рік (52-ге місце у світі). Середня тривалість освіти становить 17 років, для хлопців — до 16 років, для дівчат — до 17 років (станом на 2013 рік).

## Охорона здоров'я
Забезпеченість лікарями в країні на рівні 3,24 лікаря на 1000 мешканців (станом на 2012 рік). Забезпеченість лікарняними ліжками в стаціонарах — 5,3 ліжка на 1000 мешканців (станом на 2011 рік). Загальні витрати на охорону здоров'я 2014 року склали 6,4 % ВВП країни (113-те місце у світі).
Смертність немовлят до 1 року, станом на 2015 рік, становила 3,85 ‰ (195-те місце у світі); хлопчиків — 3,73 ‰, дівчаток — 3,98 ‰. Рівень материнської смертності 2015 року становив 9 випадків на 100 тис. народжень (184-те місце у світі).
Естонія входить до складу ряду міжнародних організацій: Міжнародного руху (ICRM) і Міжнародної федерації товариств Червоного Хреста і Червоного Півмісяця (IFRCS), Дитячого фонду ООН (UNISEF), Всесвітньої організації охорони здоров'я (WHO).

### Захворювання
Потенційний рівень зараження інфекційними хворобами в країні середній. Найпоширеніші інфекційні захворювання: кліщовий енцефаліт (станом на 2016 рік). 2013 року зареєстровано 8,6 тис. хворих на СНІД (99-те місце у світі), це 1,3 % населення в репродуктивному віці 15—49 років (37-ме місце у світі). Дані про кількість смертей від цієї хвороби за 2014 рік відсутні.
Частка дорослого населення з високим індексом маси тіла 2014 року становила 24,5 % (95-те місце у світі).

### Санітарія
Доступ до облаштованих джерел питної води 2015 року мало 100 % населення в містах і 99 % в сільській місцевості; загалом 99,6 % населення країни. Відсоток забезпеченості населення доступом до облаштованого водовідведення (каналізація, септик): в містах — 97,5 %, в сільській місцевості — 96,6 %, загалом по країні — 97,2 % (станом на 2015 рік). Споживання прісної води, станом на 2009 рік, дорівнює 1,8 км³ на рік, або 1,337 тонни на одного мешканця на рік: з яких 3 % припадає на побутові, 97 % — на промислові, 0 % — на сільськогосподарські потреби.

## Соціально-економічне становище
Співвідношення осіб, що в економічному плані залежать від інших, до осіб працездатного віку (15—64 роки) загалом становить 53,5 % (станом на 2015 рік): частка дітей — 24,7 %; частка осіб похилого віку — 28,8 %, або 3,5 потенційно працездатних на 1 пенсіонера. Загалом дані показники характеризують рівень затребуваності державної допомоги в секторах освіти, охорони здоров'я і пенсійного забезпечення, відповідно. За межею бідності 2014 року перебувало 21,6 % населення країни. Розподіл доходів домогосподарств в країні виглядає наступним чином: нижній дециль — 2,7 %, верхній дециль — 27,7 % (станом на 2004 рік).
Станом на 2016 рік, уся країна була електрифікована, усе населення країни мало доступ до електромереж. Рівень проникнення інтернет-технологій надзвичайно високий. Станом на липень 2015 року в країні налічувалось 1,119 млн унікальних інтернет-користувачів (122-ге місце у світі), що становило 88,4 % загальної кількості населення країни.

### Трудові ресурси
Загальні трудові ресурси 2015 року становили 669,4 тис. осіб (152-ге місце у світі). У 1990—2007 роках кількість людей працездатного віку скоротилася, проте воно знову почало зростати, коли працездатного віку стало досягати численне покоління, народжене наприкінці 1980-х років. Попри зниження загального числа людей працездатного віку, в найближчому майбутньому їх частка в населенні Естонії буде досить стабільною. Найбільш важливі зміни у віковій структурі населення відбудуться після 2018 року, коли почнеться стрімке скорочення частки людей працездатного віку.
Зайнятість економічно активного населення у господарстві країни розподіляється наступним чином: аграрне, лісове і рибне господарства — 3,9 %; промисловість і будівництво — 28,4 %; сфера послуг — 67,7 % (станом на 2014 рік). Безробіття 2014 року дорівнювало 6,2 % працездатного населення, 2014 року — 7,3 % (71-ше місце у світі); серед молоді у віці 15-24 років ця частка становила 15 %, серед юнаків — 19,3 %, серед дівчат — 10 % (53-тє місце у світі). Трудова зайнятість в Естонії дещо вище, ніж у середньому по Європейському союзу. Це викликано, перш за все, тим, що трудова зайнятість жінок в Естонії вище середньої. Наприклад, навіть серед пенсіонерів зайнятість чоловіків і жінок приблизно однакова. В Естонії люди у віці за 70 років зазвичай уже не працюють, але до досягнення цього віку все ж досить активні.

## Кримінал

### Наркотики

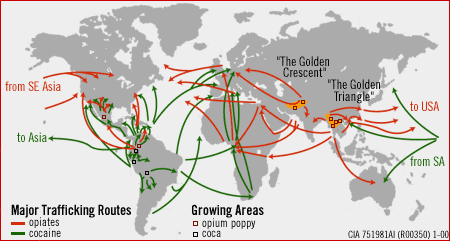
Світові маршрути наркотрафіку

Зростальне виробництво синтетичних наркотиків; зростальна роль перевальної бази для марихуани, кокаїну, опіатів і синтетичних наркотиків, що прямують до шенгенської зони; зростальне споживання екстазі та інших синтетичних наркотиків; потенційно уразлива для відмивання грошей через ігорну сферу, організованої злочинності.

### Торгівля людьми
Згідно зі щорічною доповіддю про торгівлю людьми (англ. Trafficking in Persons Report) Управління з моніторингу та боротьби з торгівлею людьми Державного департаменту США, уряд Естонії докладає значних зусиль у боротьбі з явищем примусової праці, сексуальної експлуатації, незаконною торгівлею внутрішніми органами, але законодавство відповідає мінімальним вимогам американського закону 2000 року щодо захисту жертв (англ. Trafficking Victims Protection Act’s) не в повній мірі, країна перебуває у списку другого рівня.

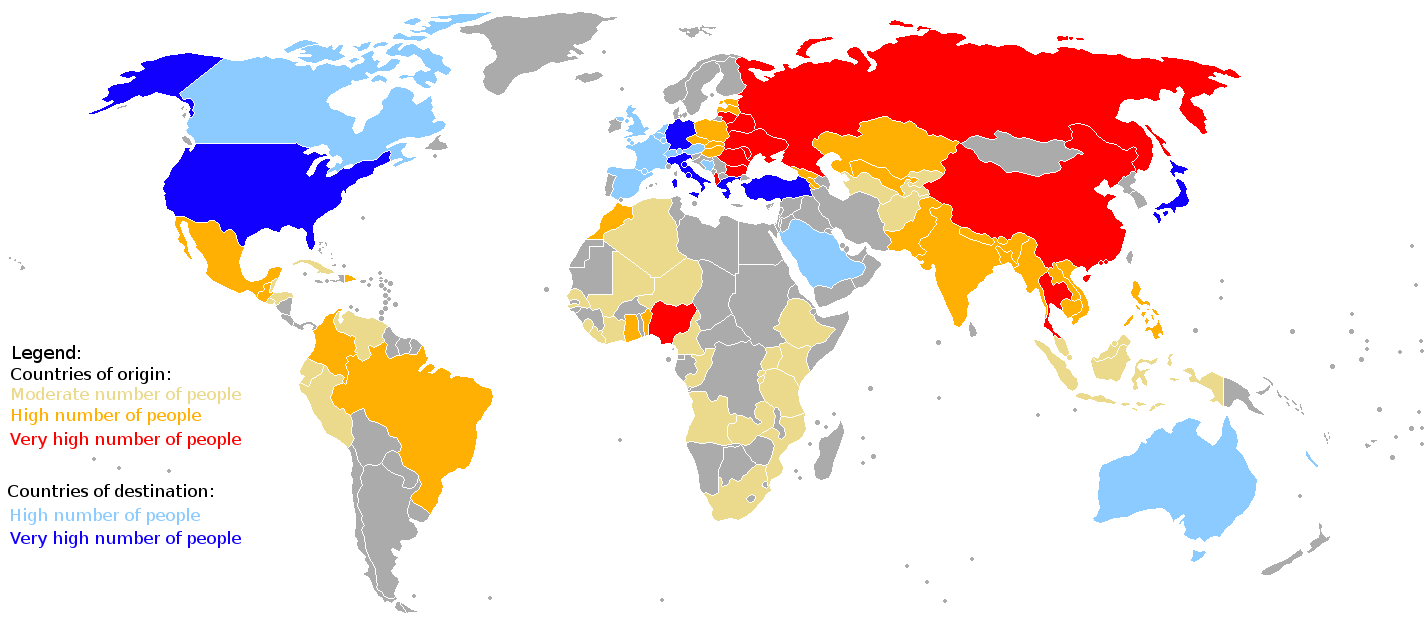
Країни-донори (червоний) і країни-реципієнти кримінальних потоків  (англ.)
Глобальна боротьба з торгівлею людьми (англ.)

## Гендерний стан
Статеве співвідношення (оцінка 2015 року):
- при народженні — 1,05 особи чоловічої статі на 1 особу жіночої;
- у віці до 14 років — 1,06 особи чоловічої статі на 1 особу жіночої;
- у віці 15—24 років — 1,07 особи чоловічої статі на 1 особу жіночої;
- у віці 25—54 років — 1,01 особи чоловічої статі на 1 особу жіночої;
- у віці 55—64 років — 0,81 особи чоловічої статі на 1 особу жіночої;
- у віці за 64 роки — 0,51 особи чоловічої статі на 1 особу жіночої;
- загалом — 0,87 особи чоловічої статі на 1 особу жіночої[1].

## Демографічні дослідження
Демографічні дослідження у країні ведуться рядом державних і наукових установ:
- Статистичне управління Естонії.

### Українською
- Атлас. 10—11 клас. Економічна і соціальна географія світу / упорядники :  О. Я. Скуратович, Н. І. Чанцева. — К. : ДНВП «Картографія», 2010. — ISBN 978-966-475-639-3.
- Атлас світу / голов. ред. І. С. Руденко ; зав. ред. В. В. Радченко ; відп. ред. О. В. Вакуленко. — К. : ДНВП «Картографія», 2005. — 336 с. — ISBN 9666315467.
- Безуглий В. В. Економічна і соціальна географія зарубіжних країн : Навчальний посібник. — К. : ВЦ «Академія», 2007. — 704 с. — ISBN 978-966-580-239-6.
- Безуглий В. В., Козинець С. В. Регіональна економічна і соціальна географія світу : Навчальний посібник. — видання 2-ге, доп., перероб. — К. : ВЦ «Академія», 2007. — 688 с. — ISBN 966-580-144-9.
- Гудзеляк І. І. Географія населення: Навчальний посібник / І. Гудзеляк. — Л. : Видавничий центр ЛНУ імені Івана Франка, 2008. — 232 с. — ISBN 978-966-613-599-8.
- Дахно І. І. Країни світу: Енциклопедичний довідник / І. І. Дахно, С. М. Тимофієв. — К. : Мапа, 2011. — 606 с. — (Бібліотека нового українця) — ISBN 978-966-8804-23-6.
- Дахно І. І. Економічна географія зарубіжних країн : навчальний посібник. — К. : Центр учбової літератури, 2014. — 319 с. — ISBN 978-611-01-0682-5.
- Джаман В. О. Регіональні системи розселення: демографічні аспекти. — Чернівці : Рута, 2003. — 392 с. — ISBN 9665685988.
- Дорошенко Л. С. Демографія: Навчальний посібник. — К. : МАУП, 2005. — 112 с. — ISBN 966-608-442-2.
- Дубович І. А. Країнознавчий словник-довідник. — 5-те вид., перероб. і доп. — К. : Знання, 2008. — 839 с. — ISBN 978-966-346-330-8.
- Економічна і соціальна географія країн світу. Навчальний посібник / За ред. Кузика С. П. — Л. : Світ, 2002. — 672 с. — ISBN 966-603-178-7.
- Загальна медична географія світу / В. О. Шевченко [та ін.] — К. : [б.в.], 1998. — 178 с.
- Крисаченко В. С. Динаміка населення: Популяційні, етнічні та глобальні виміри. — К. : Видавництво Національного інституту стратегічних досліджень, 2005. — 368 с. — ISBN 966-554-083-1.
- Любіцева О. О., Мезенцев К. В., Павлов С. В. Географія релігій. — К. : АртЕК, 1999. — 504 с. — ISBN 966-505-006-0.
- Масляк П. О. Країнознавство. — К. : Знання, 2007. — 292 с. — (Вища освіта XXI століття)
- Масляк П. О., Дахно І. І. Економічна і соціальна географія світу / П. О. Масляк, І. І. Дахно ; за ред. П. О. Масляка. — К. : Вежа, 2003. — 280 с. — ISBN 966-7091-53-8.

### Російською
- (рос.) Эстония // Демографический энциклопедический словарь / главн. ред. Валентей Д. И. — М. : Советская энциклопедия, 1985. — 608 с.
- (рос.) Эстония // Страны и народы. Советский Союз. Республики Прибалтики. Белоруссия. Украина. Молдавия / Редкол. : Г. М. Лаппо (отв. ред.) и др. — М. : «Мысль», 1984. — 349 с. — (Страны и народы) — 180 тис. прим.
- (рос.) Атлас народов мира / Отв. ред. С. И. Брук и В. С. Апенченко. — М. : ГУГК ГГК СССР и Институт этнографии им. Н. Н. Миклухо-Маклая АН СССР, 1964. — 185 с. — 20 тис. прим.
- (рос.) Численность и расселение народов мира. Этнографические очерки / под ред. С. И. Брука. — М. : Издательство АН СССР, 1962. — 487 с.
- (рос.) Лаппо Г. М. География городов: Учебное пособие для географических факультетов вузов. — М. : Туманит, изд. центр ВЛАДОС, 1997. — 476 с. — ISBN 5-691-00047-0.
- (рос.) Урланис Б. Ц. Рост населения в Европе (опыт исчисления). — М. : ОГИЗ-Госполитиздат, 1941. — 436 с.
- (рос.) Ягельский А. География населения. — М. : Прогресс, 1980. — 383 с.